# Заремський Максим Валентинович
Заремський Максим Валентинович (нар. 26 вересня 1991 року) — народний депутат України 9-го скликання, обраний у 202 виборчому окрузі на Буковині. Член депутатської фракції Слуга народу.

## Біографія
Заремський Максим Валентинович народився 26 вересня 1991 року в місті Могильов, Білорусь.
У 1992 році батьки повернулися в Україну і відтоді Максим жив у селі Реваківці, Чернівецької області.
Закінчив Буковинський університет (спеціальність «Право»).
У 2012 році закінчив юридичний факультет Чернівецького національного університету імені Ю. Федьковича.

## Громадська робота
Максим Заремський ініціював фітнес-проєкт Power People, оздоровчі пробіжки, спільноту Sport People Chernivtsi та інші активності. В рамках фестивалю відбувається проводяться змагання з жиму штанги лежачи, армреслінгу, стріт-воркауту, волейболу, гирьового спорту, змішаних єдиноборств ММА, армліфтингу та ін.
В рамках фестивалю відбувається проводяться змагання з жиму штанги лежачи, армреслінгу, стріт-воркауту, волейболу, гирьового спорту, змішаних єдиноборств ММА, армліфтингу та ін.

## Політична кар'єра
У липні 2013 року призначений завідувачем сектору з питань надзвичайних ситуацій Кіцманської райдержадміністрації.
У 2015 році почав працювати в Управлінні цивільного захисту населення Чернівецької ОДА. Очолив відділ планування, оперативного чергування зв'язку та оповіщення.
З 2010 до 2018 року був депутатом Берегометської сільської ради.
21 червня 2019 року партія «Слуга Народу» включила Максима Заремського у свій список кандидатів у народні депутати за мажоритарним округом № 202 у Чернівецькій області (Вижницький, Кіцманський, Путильський райони, частина Сторожинецького району).
Член Комітету Верховної Ради з питань бюджету.
Аналітичний портал «Слово і Діло» в 2021 році опублікувало рейтинг депутатів за рівнем виконання передвиборчих обіцянок. Народний депутат Заремський Максим очолив рейтинг виконаних обіцянок[джерело?]. Заремський Максим, як депутат, займає дев'яте місце в рейтингу підтримки реформ народними депутатами України[джерело?]. Український аналітичний центр VoxUkraine проаналізував ефективність народного депутата України Максима Заремського: брав участь в 97 % голосувань Верховної Ради, індекс підтримки реформ становить 96 %[джерело?].